# Ceratocystis grandicarpa
Ceratocystis grandicarpa är en svampart som beskrevs av Kowalski & Butin 1989. Ceratocystis grandicarpa ingår i släktet Ceratocystis och familjen Ceratocystidaceae.   Inga underarter finns listade i Catalogue of Life.